# Il sunto e la cronaca concisa del tempo
(G. K. Chesterton, Il sunto e la cronaca concisa del tempo, Atto III)
Il sunto e la cronaca concisa del tempo (Time's Abstract and Brief Chronicle) è un'opera teatrale di Gilbert Keith Chesterton, pubblicata a puntate sulla Fortnightly Review tra il 1904 e il 1905.
Il dramma si sviluppa prevalentemente in forma di dialogo, con tre politici (che rappresentano rispettivamente il nazionalismo irlandese, il torismo e il socialismo cosmopolita) che discutono delle questioni politiche del tempo e, a partire da quelle, di questioni universali.
Il titolo è una citazione dell'Amleto di Shakespeare; Amleto si rivolge a Polonio:
bestowed? Do you hear, let them be well used; for
they are the abstract and brief chronicles of the
time: after your death you were better have a bad
epitaph than their ill report while you live.»